# Wilhelm Anders Wennerdahl
Wilhelm Anders Wennerdahl, född 17 juni 1709 i Grebo församling, Östergötlands län, död 11 september 1753 i Norrköping, Östergötlands län, var en svensk präst.

## Biografi
Wilhelm Anders Wennerdahl föddes 1709 på Föltorp i Grebo socken. Han var son till kyrkoherde Nicolaus Wennerdahl i Kuddby församling och Margareta Buth. Wennerdahl blev 1723 student vid Uppsala universitet och avlade 1734 magisterexamen. Han blev 1735 docent vid Linköpings gymnasium och 1737 kollega vid Linköpings trivialskola. Wennerdahl blev 1739 konsistorienotarie vid Linköpings konsistorium och 1742 lektor eloquentiae et poësis vid Linköpings gymnasium. Wennerdahl prästvigdes 1743 och blev 1751 kyrkoherde i Lofta församling. Han blev 1750 prost och var riksdagsman vid riksdagen 1752. Wennerdahl avled 1753 i Norrköping och begravdes 25 september samma år av biskop Andreas Olavi Rhyzelius.

### Familj
Wennerdahl gifte sig 19 januari 1738 med Elisabet Eleonora Lundgren, dotter till handlanden Lorentz Lundgren och Madlon Westerberg i Linköping. De fick tillsammans barnen Nicolaus Wennerdahl (1739–1739), Laurentius Wennerdahl (1740–1740), löjtnanten Wilhelm Wennerdahl (1741–1766), Margareta Wennerdahl (född 1743), Nicolaus Wennerdahl (född 1744), Magdalena Wennerdahl (1745–1745), Elisabet Wennerdahl (1747–1770), Andreas Wennerdahl (1750–1750), Eleonora Wennerdahl (1751–1754) och Andreas Wennerdahl (1753–1753).